# Sunda (ląd)

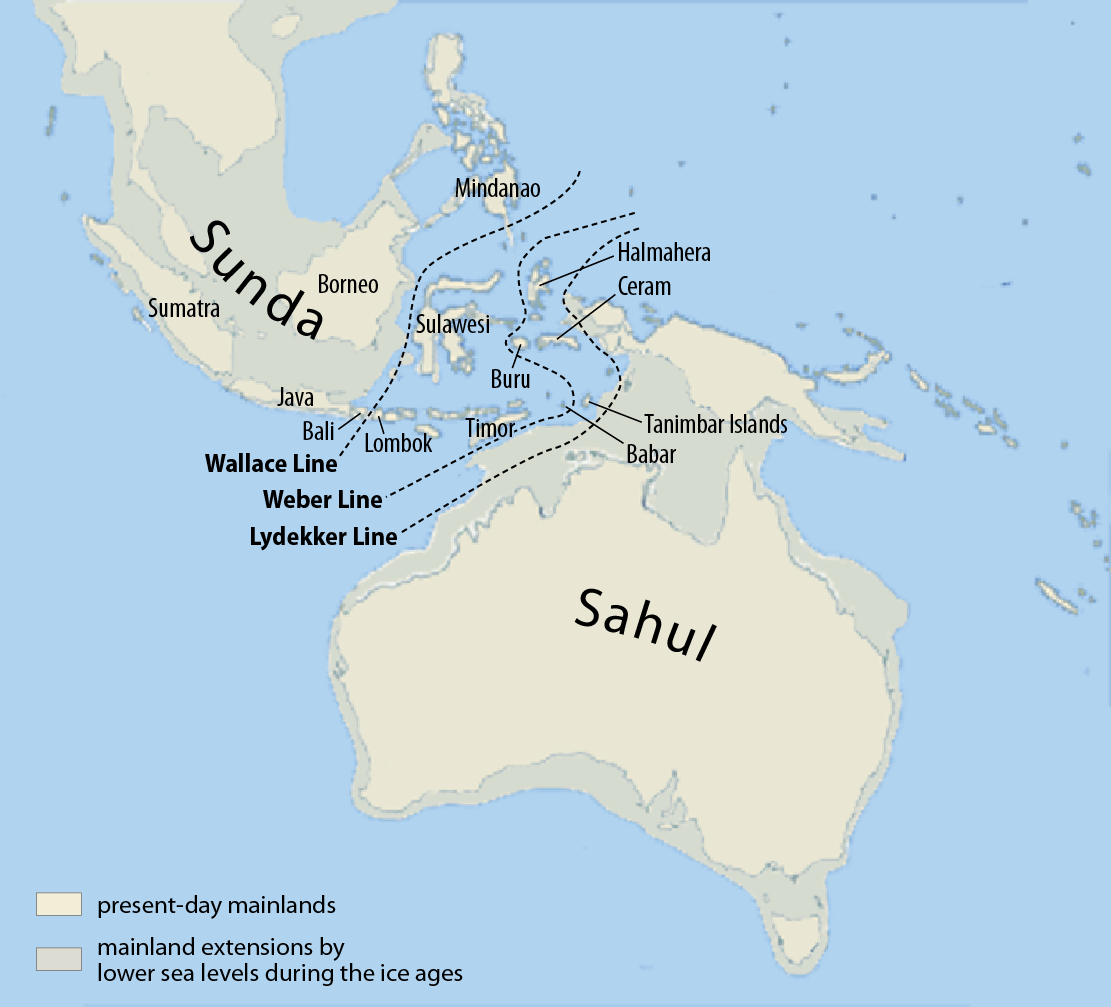

Sunda, ląd sundajski – prehistoryczny ląd, obejmujący współczesne Indochiny i wyspy Indonezji wraz z Półwyspem Malajskim. Geologicznie stanowi on szelf kontynentalny, część płyty eurazjatyckiej.
Zdaniem badaczy w czasach, kiedy poziom oceanu światowego był znacznie niższy niż dziś (pomiędzy 100 a 10 tys. lat temu), Sunda stanowiła jeden wspólny ląd, który największą powierzchnię miał ok. 22–23 tys. lat temu, gdy poziom oceanu był o około 135 metrów poniżej współczesnego poziomu morza. Podnoszenie się poziomu morza w ostatnich kilkunastu tysiącach lat (po maksimum ostatniego zlodowacenia) doprowadziło do wypełnienia wodą nizin i dolin tego lądu, którego góry i wyżyny pozostające nad oceanem współcześnie tworzą wyspy wchodzące w skład archipelagu Indonezji i Malezji, w tym najważniejsze Wielkie Wyspy Sundajskie: Borneo, Sumatrę i Jawę oraz setki mniejszych. Zalane niziny tworzą dziś Morze Południowochińskie i Morze Jawajskie.
Przypuszcza się, że człowiek współczesny wykorzystał obniżony przed kilkudziesięciu tysiącami lat poziom oceanów podczas wędrówki z Afryki przez Azję na południowy wschód, w kierunku istniejącego w tamtym czasie lądu Sahul, dziś składającego się z Nowej Gwinei, Australii i Tasmanii. Aby dotrzeć na Sahul, musiał jednak pokonać w tym celu minimum osiem cieśnin morskich pomiędzy lądem Sunda a kontynentem Sahul, z których najszersza, nawet w najbardziej sprzyjających czasach maksimum zlodowacenia ponad 20 tys. lat temu, miała blisko 90 km szerokości. Ponieważ wielu badaczy zakłada, że kolonizacja przez ludzi Sahulu miała miejsce kilkadziesiąt tysięcy lat temu, długo przed maksimum ostatniego zlodowacenia i związanym z tym najniższym poziomem mórz, to szerokość przeszkód wodnych była w czasie pojawienia się w Australii pierwszych ludzi zapewne znacznie większa.